# Neischnocolus panamanus
Neischnocolus panamanus is een spinnensoort uit de familie van de vogelspinnen (Theraphosidae).
De wetenschappelijke naam van de soort werd in 1925 gepubliceerd door Alexander Petrunkevitch. Tot 2016 werd de soort in het geslacht Lasiodora geplaatst.